# Doctrine de l'Église catholique sur la sexualité
 (mai 2017).
 (juin 2023).
Au cours de son histoire, l'Église catholique a développé une doctrine en matière de sexualité, reflétée dans les encycliques Casti Connubii, Humanae Vitae et Evangelium vitæ ainsi que dans l'exhortation apostolique Familiaris Consortio et les enseignements du pape Jean-Paul II sur la théologie du corps. Cette doctrine a évolué ou a été précisée au cours des siècles. Depuis 1992, la doctrine est résumée dans le Catéchisme de l'Église catholique (CEC).
Pour l'Église catholique, la sexualité et le plaisir sexuel sont des aspects de l'amour conjugal, un moyen de parfaire l'union corporelle et spirituelle entre homme et femme. Pour respecter le plan divin et la dignité humaine, la sexualité doit être un don total dans le cadre indissoluble du mariage (que le mariage soit sacramentel, entre deux baptisés, ou qu'il soit naturel), et doit notamment rester ouverte à la procréation.
L'Église catholique rejette donc en particulier la sexualité hors mariage (CEC §2353), la contraception par des méthodes artificielles (CEC §2370) et les rapports homosexuels (CEC §2357).

## Doctrine contemporaine
Dans la doctrine officielle de l'Église catholique, le mariage chrétien est un sacrement par lequel la sexualité est intégrée dans un chemin de sainteté, où la finalité visée est le « don sincère de soi ».
Pour l'Église catholique, la sexualité et le plaisir sexuel ne sont moralement désordonnés que si le plaisir est recherché pour lui-même, isolé des finalités de procréation et d'union.
La sexualité n'est cependant positive que si elle est accomplie d'une manière qui ne met pas d'obstacle artificiel à la reproduction, afin de demeurer un don total de chacun. Dans la mesure où elle peut aussi conduire l'homme à s'asservir lui-même quand il la recherche pour des fins égoïstes, la relation sexuelle doit être vécue comme un don total de soi-même : pour atteindre la vérité de cette relation, l'être humain ne doit pas se « prêter » à un échange sexuel, mais se « donner » entièrement dans un tel échange. De ce fait, elle considère que la communion de deux corps ne faisant plus qu’un ne peut pas se vivre sans un engagement définitif de vie commune - de même qu'un don ne peut pas être repris.

### La théologie du corps développée par Jean-Paul II
Sur ce sujet, Jean-Paul II a développé un enseignement sur la vision catholique de la sexualité au cours de plus d'une centaine d'audiences hebdomadaires entre 1979 et 1984. Connu depuis sous le nom de théologie du corps, ce corpus a été qualifié par l'auteur et biographe américain George Weigel de « bombe à retardement théologique » qui « sera probablement regardée comme un tournant, non seulement dans la théologie catholique, mais aussi dans l'histoire de la pensée moderne ».
Depuis, de nombreux auteurs ont tâché d'analyser et de développer la pensée de Jean-Paul II sur la sexualité (cf bibliographie).

### Lien entre spiritualité et sexualité

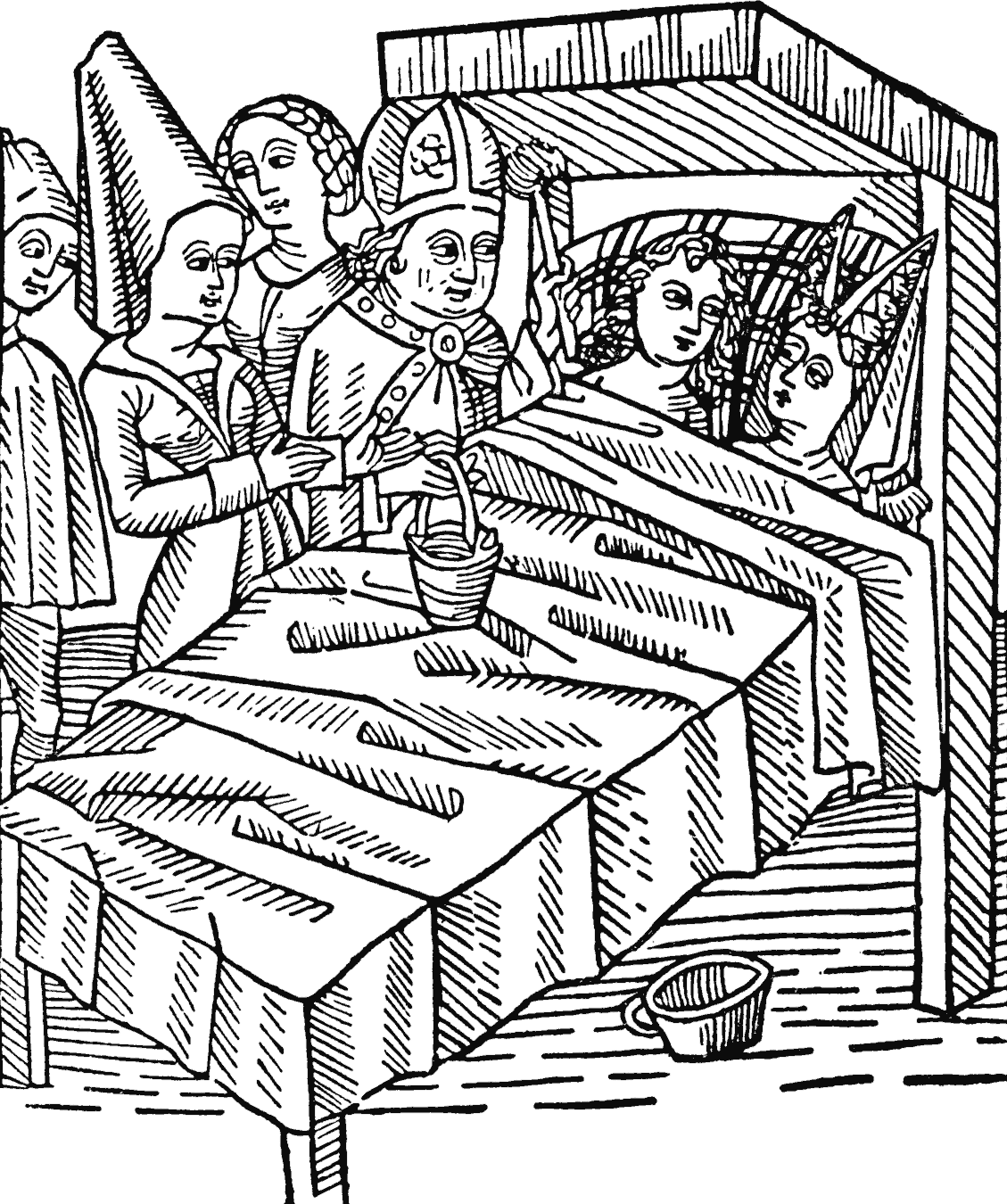
Bénédiction du lit conjugal

La critique de l'amour libre par le catholicisme est issue de considérations d'éthique en liaison avec une approche morale catholique.
Pour un catholique, le sens prioritaire de la vie est de se rapprocher constamment de Dieu, et d'éviter le péché, c'est-à-dire ce qui éloigne de Dieu. Dans ce contexte, le problème pour un catholique est de savoir quel est le but qu'il poursuit réellement, sa priorité à la fois par rapport à lui-même, et dans sa relation à son partenaire.
Dans le domaine de la vie sexuelle, la réflexion de l'Église part d'un double constat : d'un côté, l'homme et la femme sont des êtres sexués, pour lesquels une activité sexuelle est a priori une bonne chose ; d'un autre côté une pratique non maîtrisée ou non disciplinée de la sexualité peut conduire à des impasses morales et à des blessures psychologiques. Ces situations d'échec, dans une vision catholique, sont la manifestation de ce qu'on s'éloigne du plan de Dieu.
Pour l'Église catholique, une forme de vie sexuelle « libre », même si elle est compatible avec la nature biologique de l'homme, est jugée dangereuse parce qu'elle n'intègre pas de manière satisfaisante la dimension sociale de l'Homme (dans sa relation à l'autre) ni sa dimension spirituelle (dans sa relation à Dieu). Si une relation à deux se fonde sur une sexualité abordée de manière purement biologique (en quelque sorte, « comme des bêtes »), le partenaire se trouve de fait réduit à un objet sexuel, ce qui n'est pas admissible pour quelqu'un qui se considère comme le « temple de l'Esprit-Saint » et qui veut reconnaître dans l'autre « l'image de Dieu », ce qui est l'approche normalement revendiquée par un chrétien catholique.
Une forme « libre » de sexualité ne permet pas de se rapprocher de Dieu donc est finalement à éviter pour rester cohérent avec sa foi.
Pour rester cohérent avec sa vie spirituelle, le chrétien catholique est donc conduit à rattacher sa vie sexuelle à sa vie spirituelle, en conservant la première place à la spiritualité. Vivre en cohérence avec la foi catholique implique avant tout que la relation sexuelle s'inscrive dans une relation qui respecte l'autre, en tant qu'être spirituel, et qui ne risque pas de le rabaisser à l'état d'objet.
La solution retenue par la spiritualité catholique est de « se donner » dans le mariage : on accepte d'être soi-même objet donné, pour ne pas transformer l'autre en objet. Dans le mariage, l'activité sexuelle n'est pas prise pour elle-même, mais est mise au service d'un but spirituel (créer un centre d'amour mutuel, contribuer au bien mutuel des époux, fonder une famille...) qui en devient la valeur première. La théologie du mariage s'appuie bien entendu sur des références bibliques, mais le nœud du problème est que le mariage catholique est un don mutuel permanent, essentiellement parce que toute autre solution conduit fatalement à « chosifier » le partenaire. Mais cette logique du don ne peut fonctionner que s'il est réciproque, et aussi -parce que c'est un don- s'il est permanent. Sinon, il n'est pas authentique.
l’amour, qui devient alors une véritable découverte de l’autre, dépassant donc le caractère égoïste qui dominait clairement auparavant. L’amour devient maintenant soin de l’autre et pour l’autre. Il ne se cherche plus lui-même – l’immersion dans l’ivresse du bonheur – il cherche au contraire le bien de l’être aimé : il devient renoncement, il est prêt au sacrifice, il le recherche même. (Benoît XVI - Deus Caritas est, §6)

### Sexualité et chasteté
La chasteté est souvent confondue avec l'abstinence sexuelle. En réalité, dans l'approche catholique, la chasteté consiste à vivre sa sexualité d'une manière conforme à son état : les relations sexuelles dans un couple sont « chastes » quand elles traduisent une relation authentique de ce couple.
« La chasteté signifie l'intégration réussie de la sexualité dans la personne, et par là, l'unité intérieure de l'homme, dans son être corporel et spirituel » (Catéchisme de l'Église catholique, §2337) « La vertu de la chasteté est placée sous la mouvance de la vertu cardinale de tempérance, qui vise à imprégner de raison les passions et les appétits de la sensibilité humaine » (ibid., §2341)
La chasteté a donc un contenu positif et n'est pas uniquement une capacité de résistance. Jean-Paul II écrivait ainsi : « Si la chasteté conjugale (et la chasteté en général) se manifeste d'abord comme capacité de résister à la convoitise de la chair, par la suite elle se révèle graduellement comme capacité particulière de percevoir, d'aimer et de réaliser les significations du langage du corps qui demeurent absolument inconnues à la concupiscence elle-même et qui enrichissent progressivement le dialogue des époux en le purifiant et en le simplifiant en même temps ». Karol Wojtyla signale également que la chasteté est condition d'un amour vrai. Elle s'oppose à l'utilisation de l'autre comme moyen, prônée par l'utilitarisme : « Seuls l’homme et la femme chastes sont capables d’aimer vraiment. La chasteté libère leur relation, y compris leur relation sexuelle, de la tendance à utiliser l’autre qui est objectivement incompatible avec la « bienveillance aimante », et ce faisant introduit dans leur relation cette « bienveillance aimante » ». La chasteté, dans l'enseignement moral chrétien, est une vertu, c'est-à-dire une disposition de la volonté qui lui permet d'agir facilement et avec qualité. Comme toute vertu, elle s'acquiert en se pratiquant. Karol Wojtyla précise ainsi : « La chasteté est une vertu difficile et dont l'acquisition demande du temps ; il faut attendre ses fruits et la joie d'aimer qu'elle doit apporter. Mais elle est la voie infaillible à la joie ».

### Sexualité et procréation
L'Église appelle les couples à exercer « une paternité et une maternité responsables », c'est-à-dire à accueillir les enfants de manière à la fois « généreuse » et « raisonnable ». Cette responsabilité s'exerce dans chaque acte sexuel. En effet, l'Église considère que l'acte sexuel comporte deux significations qu'il convient de ne pas séparer :
- une signification unitive, c'est-à-dire que l'acte sexuel renforce l'unité des conjoints et leur communion, notamment par le plaisir partagé ;
- une signification procréative, c'est-à-dire que l'acte sexuel est susceptible de donner naissance à un enfant.

L'encyclique Humanæ Vitæ pose comme principe moral que ces deux significations ne doivent pas être volontairement séparées, ce qui exclut de fait deux attitudes opposées :
- le refus de la signification procréative (le « sexe sans enfant ») : il s'agit des actes posés avant, pendant ou après l'acte sexuel dans le but de le rendre volontairement infécond[c 9]. Tel est le cas de la contraception en général (pilule, préservatif, stérilet, etc), dans la mesure où le couple recherche le plaisir sans assumer la possibilité de donner la vie. En revanche, l'Église considère que les couples peuvent légitimement avoir une relation sexuelle inféconde, par exemple dans une période non fertile du cycle menstruel, ou en cas de ménopause, ou à la suite d'un traitement médical, du moment que le caractère infécond n'est pas recherché en tant que tel.
- le refus de la signification unitive (« l'enfant sans le sexe ») : il s'agit des cas où l'enfant est recherché pour lui-même, tandis que l'union sexuelle des conjoints est refusée ou négligée[7]. Par exemple, Karol Wojtyla, futur Jean-Paul II, a vivement critiqué l'idée selon laquelle la relation sexuelle ne doit être recherchée que dans le but de concevoir un enfant et le plaisir sexuel considéré comme accidentel, ne devant pas être recherché pour lui-même[8]. Un autre exemple est la fécondation in vitro, dans laquelle l'enfant est conçu en dehors de l'union physique des époux. C'est pour ce motif, entre autres, que l'Église considère que la fécondation in vitro n'est pas moralement acceptable[c 10] (la fécondation in vitro pose aussi un autre problème moral au sujet de la destruction des embryons surnuméraires).

L'Église catholique veut donc refuser l'instrumentalisation de la sexualité, tant en vue du plaisir seul qu'en vue de la procréation seule. Elle reconnaît aux couples la responsabilité de décider si (et quand) ils veulent des enfants. Pour les périodes où ils ne souhaitent pas concevoir d'enfant, les seules méthodes de régulation des naissances acceptées sont les méthodes naturelles qui s'appuient sur la continence périodique. Dans ce cas, les couples n'ont de relations sexuelles que pendant les périodes infertiles du cycle menstruel. Ainsi, l'Église ne légitime pas ces méthodes naturelles en raison de leur caractère écologique (bien que ces méthodes soient effectivement écologiques), en opposition à des méthodes qui seraient dites « artificielles ». Elle les recommande parce qu'elles s'appuient sur la continence périodique qui permet aux couples de rester ouvert à la procréation. En effet, ils ne modifient rien à la fertilité biologique, et ne font qu'utiliser une disposition naturelle qui fait qu'ils ne sont pas fertiles pendant cette période. A contrario, la méthode du retrait, quoique parfaitement écologique, n'entre pas dans les critères posés par l'Église car elle interrompt le déroulement de l'acte sexuel en vue de le rendre volontairement infécond.

### Égalité dans le mariage
L'homme et la femme sont égaux par rapport à l’exigence du don de soi qui traverse toute la vie conjugale. L’origine de cette notion de devoir conjugal (une dette) se trouve chez saint Paul : « Que le mari rende à la femme ce qu’il lui doit, et que la femme agisse de même avec son mari. La femme n’a pas autorité sur son propre corps, mais c’est le mari ; et pareillement le mari n’a pas autorité sur son propre corps, mais c’est la femme ». Thomas d'Aquin est fidèle à cet enseignement : il faut que l’homme rende son dû à sa femme et celle-ci son dû à son mari « parce qu’à cet égard ils doivent être jugés égaux ». Par le don réciproque, chacun des époux a renoncé à la propriété de son propre corps, ce qui permet à saint Thomas de réputer invalide tout vœu de chasteté qui serait prononcé postérieurement au mariage : « nul ne peut faire à Dieu le don de ce qui ne lui appartient pas ; or après la consommation du mariage, le corps du mari appartient à la femme ; il ne peut donc être offert à Dieu par vœu de continence – du moins sans l’autorisation de l’épouse ».
L’égalité de la femme et de l’homme s’inscrit originellement dans le cadre de l’égalité de tous les hommes. « il n’y a plus ni Juif ni Grec, il n’y a plus ni esclave ni libre, il n’y a plus ni homme ni femme ; car vous êtes tous un en Jésus-Christ ».

## Histoire de la formation de la doctrine chrétienne du mariage

### Les origines bibliques

#### Ancien Testament

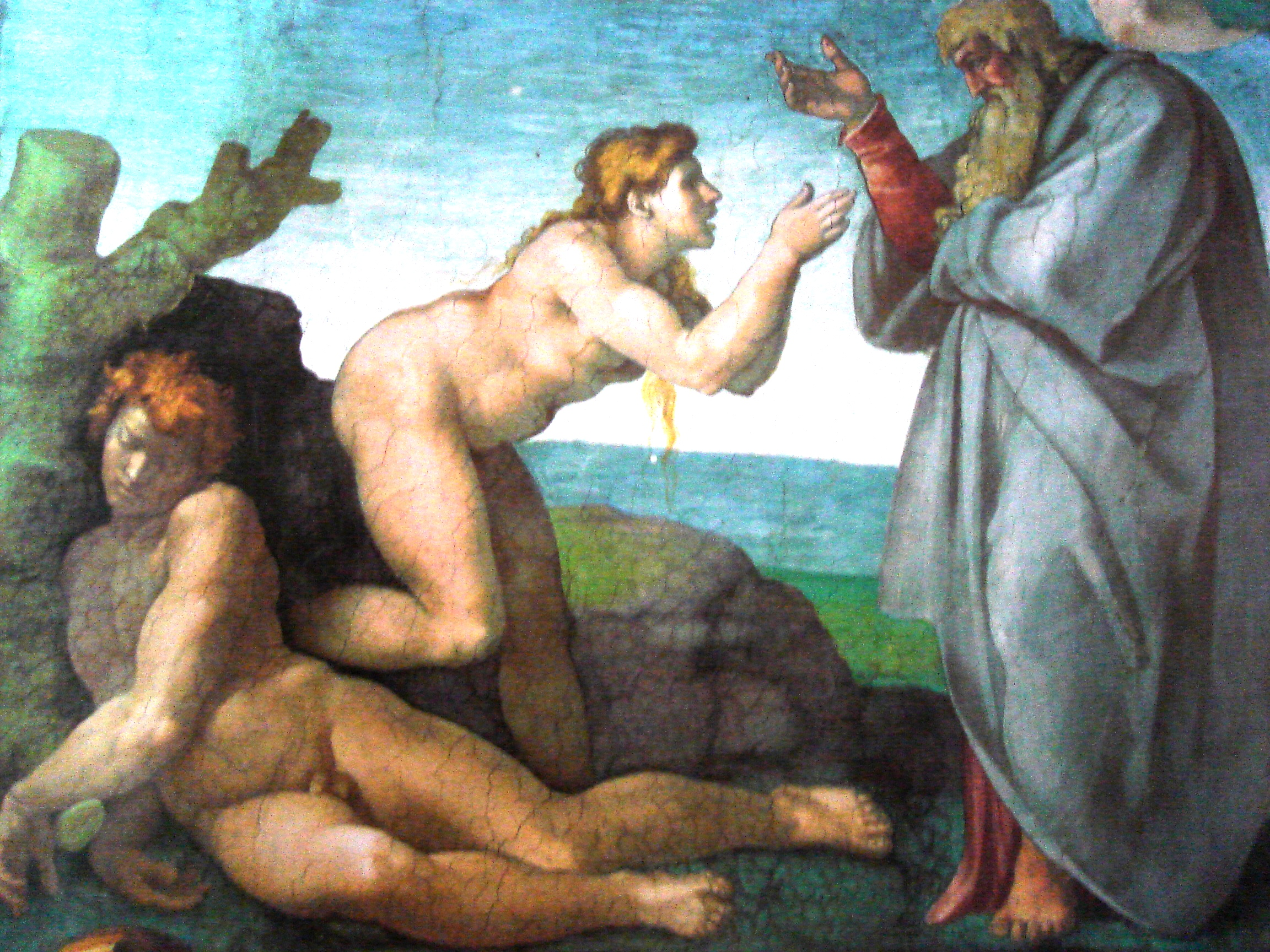
Représentation de la création d'Eve par Dieu, Michel-Ange. Chapelle Sixtine 1541-1547

- Premier récit de la Genèse (Genèse 1, 22. 28)

Le Livre de la Genèse raconte de manière métaphorique la création du monde de par l'action de Dieu. Paul Beauchamp analyse dans cette création une œuvre de séparation : Dieu sépare les ténèbres de la lumière, terre de la mer, le liquide du solide. Cette séparation est qualifiée de « bonne ». L'humain est ainsi séparé, mis à distance, dans un vis-à-vis avec Dieu. Ce vis-à-vis est considéré comme « bon » par Dieu.
Cette différence de l'humain est suivie de la différenciation des sexes : « Et Dieu créa l'humain à son image, à l'image de Dieu il les créa lui, mâle, et femme il les créa ».
- Deuxième récit de la Genèse (Genèse 2, 1. 25)

Le deuxième récit, qui suit le « poème de la création », indique qu'Adam est tiré de la « poussière du sol ». Adam est seul, et Dieu considère qu'« Il n'est pas bon que l'homme soit seul ».
Dieu met Adam dans un état de torpeur et tire de sa côte une femme. La femme est à la fois semblable à l'homme (elle est un « vis-à-vis » que la condition animale ne parvient pas à donner à Adam), mais différente. À la rencontre d'Adam et Eve est assigné un commandement : « C'est pourquoi l'homme quitte son père et sa mère et s'attache à sa femme, et ils deviennent une seule chair ».
- Le crime d'Onan et l'onanisme

L’histoire se trouve au chapitre 38 de la Genèse. Notons que le livre de la Genèse s’il se présente comme un récit historique est d’abord philosophique. Ce livre relate des faits dans une chronologie dont l’importance est de transmettre la Morale et la sagesse tout en ordonnant les éléments de cohérence de la société.
Genèse chapitre 38 verset 9 et 10
"Mais Onane savait que la descendance ne serait pas à lui. Aussi, quand il s’unissait à la femme de son frère, il laissait la semence se perdre à terre, pour ne pas donner de descendance à son frère.Ce qu’il faisait déplut au Seigneur qui le fit mourir, lui aussi."
Le crime d’Onan est le refus de procréer. Il n’est pas le fait de rechercher le plaisir sans la procréation. Il constitue une menace fondamentale de la loi sociale au même niveau que l’adultère et plus grave que la prostitution. Ce crime menace directement l’union des deux familles. La famille de l’épouse (nommée Tamar) garantit la filiation unique des enfants qu’elle aura (elle est vierge et n’aime donc a priori pas d’autre homme). En contrepartie, Juda garantit que ses fils lui donneront des enfants et de quoi la nourrir comme sa progéniture. Le contrat est de même nature lorsque Juda rend visite à la prostituée (en l’occurrence Tamar) et qu’il lui offre du bétail en échange de la nuit passée ensemble. Juda garantit en partie la survie de la prostituée. Mais celle-ci lui demande son anneau, bijou qui l’identifie en représentant sa puissance et son autorité, le temps qu’elle réfléchisse. Juda respecte toutes les dimensions du rapport intime : confiance réciproque, plaisir et procréation.
La loi lévitique définit le mariage et ses conditions sociales. Ils protègent la société en garantissant la fertilité et protège les individus en garantissant la paternité aux époux et les subsides aux épouses. La loi est la transcription de la Morale en un code pragmatique. Elle constitue néanmoins un minimum social. Si un individu ne respecte pas ce minimum, il commet un acte de violence à l’égard de la société de ses membres et de Dieu.
Cependant la dimension morale, issue des deux premiers chapitres de la Genèse, est l’indissolubilité de l’union et de la procréation "croissez, multipliez-vous". La Morale divine est atemporelle comme l’emploi des temps dans le premier chapitre de la Genèse le prouve, plaçantle présent divin hors du temps de la création.
Ainsi, l’union de Juda avec une prostituée comprend l’éventualité de la procréation. Cette union si elle peut sembler en limite de la moralité générale et de la loi respecte bien les fondements de la Morale. Elle n’est donc pas répréhensible ! Au contraire, l’attitude d’Onan de se soustraire non seulement à la loi mais également au dessein de vie de la création Divine en rejetant la procréation est un crime contre la vie condamnable de la mort.
- Condamnation de l'adultère

#### Le Nouveau Testament
Évangiles
- Dignité de la chasteté
- L'importance de la virginité
- Mariage selon le Christ : supériorité aux liens familiaux et indissolubilité

Actes des Apôtres et lettres de Saint Paul
- ~54-55 Première épître de Paul aux Corinthiens.
- Saint Paul : le symbole du mariage symbole d'amour
- Saint Paul aux Romains : condamnation de l'homosexualité

### Le début du christianisme

#### L'influence de la culture gréco-romaine
L'opposition est souvent faite par rapport à une antiquité gréco-romaine qui aurait connu une sexualité libre et déculpabilisée. En fait sur tous ces points le monde antique a connu des interdits moraux divers et variables selon les époques. Pendant les premiers siècles de son développement, la doctrine chrétienne sur la sexualité subira une triple influence. Celle des philosophies stoïcienne puis néoplatonicienne, qui se méfient de l'emprise du désir et du plaisir sur la volonté humaine, et qui entraîneront pour part un raidissement moral au sein de l'Empire romain à partir du IIIe siècle. Celle d'un durcissement puritain et antiféministe du judaïsme rabbinique, et enfin celle de la gnose orientale[réf. nécessaire].
Le christianisme des premiers siècles marque cependant une forte inflexion par rapport au stoïcisme et au judaïsme dans le sens d'un renoncement à la « chair » (qui peut conduire au péché), tendance qui ne sera pas unanime et sera toujours débattue au sein même du mouvement chrétien. Un fort courant va prôner la continence, inspiré à la fois par le caractère apocalyptique (ou eschatologie) du message chrétien (l'arrivée du royaume de Dieu étant imminente) et le souci de marquer la différence avec les interdits sexuels codifiés du judaïsme, interdits qui seront d'ailleurs souvent surévalués par les commentateurs chrétiens. Cet ascétisme (ou encratisme) marquera également la secte juive puritaine des Esséniens et le Manichéisme. Dans le christianisme, ce courant sera représenté par les Pères de l'église Tertullien (auteur d'une Exhortation à la chasteté), Tatien, Jérôme, Origène, Grégoire de Nysse, et culminera au IVe siècle avec les pères du désert précurseurs du monachisme. Ce mouvement conduira des extrémistes à des castrations volontaires (le cas le plus célèbre étant celui d'Origène vers 206) qui seront suffisamment nombreuses pour que Hadrien (empereur de 117 à 138) les punisse de mort. Cette survalorisation de la virginité coïncide avec le développement de la mariologie.
Mais Clément d'Alexandrie qui condamne l'acte homosexuel et exalte la continence, promeut une sexualité monogame et procréatrice, mais sans dénigrement du corps et du plaisir. Ce sera également le cas de Jean Chrysostome défenseur du mariage, de l'amour conjugal et de la famille. D'une façon générale, les évêques seront plus proches de cette position que les théologiens tenants de l'ascétisme.
Les premières lois d'interdiction des actes homosexuels par des souverains chrétiens ne sont pas prises sous l'influence des ecclésiastiques que ce soit par l'empereur byzantin Justinien en 533 (les seules personnalités sanctionnées étant d'ailleurs des évêques), ou par le roi Réceswinthe des Wisigoths d'Espagne en 650 (qui prévoit la castration).

#### La définition de l'orthodoxie et les gnostiques
- Clément d'Alexandrie (150-215) rédige Le pédagogue, Les Stromates
- 305-306 Concile d'Elvire (actuelle Grenade) - les clercs doivent renoncer à la procréation, mais pas au mariage : « Tous les évêques, prêtres, diacres et tous les clercs qui ont une fonction liturgique doivent s'abstenir de leurs épouses et ne pas engendrer d'enfants »

### La doctrine augustinienne du mariage
Augustin d'Hippone a eu une influence capitale sur la doctrine catholique en matière de sexualité. L'essentiel de sa doctrine est résumée dans La cité de Dieu et divers traités : De la concupiscence, De la sainte virginité, De l'excellence du veuvage, Du bon mariage, Des mariages adultérins écrits en 413-426.

#### La concupiscence
Pour Augustin, l'idée de chute et de péché originel est fondamentale. Ce n'est pas la sexualité ou le plaisir sexuel, qui existaient au paradis terrestre, qui sont mauvais en soi. C'est leur emprise sur la volonté humaine.
À l'article Augustin dans La Grande Encyclopédie (du XIXe siècle)
L'acte de génération lui apparaît comme essentiellement impur ; il appelle, chez tous les hommes indistinctement « concupiscence » l'attraction qu'il amène et il fait de la concupiscence le mode d'infection de l'humanité tout entière, le principe fatal de la propagation du péché originel, qu'elle transmet à toute la postérité d'Adam. D'ailleurs, à toutes les époques de sa vie, il se sentit vulnérable de ce côté ; jamais, après son ordination, il ne parla à une femme, sinon en présence d'un ecclésiastique.
Pour Augustin, toute perception des sens put être à l'origine de la concupiscence. En témoigne ce passage d'un ouvrage inachevé contre Julien sous forme de dialogue :
Julien : le démon s'empare aussi des corps par la vue, par le toucher, par l'ouïe, par l'odorat, par le goût. Enfin, enlève la racine de cette souche maudite et tu pourras te voir toute spirituelle. La racine de tous les maux, dit l'Écriture. C'est la concupiscence. Tu vois dans quel esprit et pourquoi Manès attaque la concupiscence de la chair lorsqu'il dit qu'elle est une loi du péché laquelle, si elle était enlevée aux corps, laisserait voir à sa fille à qui elle écrit qu'elle est toute spirituelle.
Augustin : Manès trouve désignées par les paroles de l'Apôtre deux substances, l'une bonne et l'autre mauvaise, non pas une substance bonne et l'autre, corruption de cette substance bonne, contractée par la génération et par suite du péché du premier homme, et dont le remède est dans la régénération par la justice du second homme. Voilà ce que la foi catholique vous oppose, à vous et aux Manichéens, comme un trait invincible qui vous abat les uns et les autres.
 Julien : Tu vois que nous dévoilons le fond de la doctrine des Manichéens, sur lequel s'appuie votre foi. Mais Manès continue de nous accuser, nous les Catholiques. « Vois donc combien sont insensés ceux qui disent que ce corps a été créé par le Dieu bon, eux qui savent bien qu'il est le fruit de la concupiscence ».
Augustin : Les Manichéens nous reprochent, à vous et à nous, de dire que le corps a été créé par un dieu bon : mais ils disent que l'esprit de concupiscence est une substance mauvaise, non pas un vice qui flétrit une substance bonne et qui excite la révolte de la chair contre l'esprit, opinion que nous soutenons pour les réfuter, que vous rejetez, vous, pour leur prêter secours. Car puisqu'ils démontrent malgré vous que la concupiscence qui excite la révolte de la chair contre l'esprit est un mal ; si ce mal n'est pas, comme vous le croyez, un vice qui flétrit une substance bonne, il sera une substance mauvaise, ce qui est l'opinion des Manichéens, opinion que vous défendez et qui est contraire à la foi catholique.

#### Lutte contre les hérésies
On comprend que la question de la concupiscence n'est pas seulement une question d'éthique (« l'obsession de la sortie de la débauche » comme dit Alain Finkielkraut) mais aussi une question de politique interreligieuse. Augustin veut dégager les conceptions morales du christianisme du stoïcisme et du Manichéisme. La continence sexuelle, qui semble un exploit, est construite comme une arme dans la lutte contre les hérésies quand elles promeuvent une sagesse morale du juste milieu.
Les dissidences chrétiennes qui mépriseront la procréation — et de ce fait répugneront à la sexualité-- (Cathare, par exemple) se référeront toujours à leur vision d'un christianisme des origines qui sera, selon les cas, plus ou moins manichéen ou plus ou moins docète. Elles utiliseront l'arme forgée par Austin pour lutter contre le christianisme forgé par Augustin.

#### L'excellence du veuvage
« Le mérite du veuvage est rehaussé par l'infériorité du mariage; mais pour être meilleur et digne de louange, il ne faut pas que le mariage ne soit pas bon » (De l'excellence du veuvage, cité dans l'ascétisme chrétien DDB 1949)

#### Théorie dumariage
Au cours de ce traité, Augustin développe une théorie inégale du mariage, selon qu'on est homme ou femme. Il justifie la polygamie mais rejette l'idée même de polyandrie car le mariage est au service de la procréation et non du plaisir :
« VII. La part des saintes femmes était bien différente en ces temps prophétiques. C'est l'obéissance, non la concupiscence qui les obligeait au mariage pour que se développât le peuple de Dieu, où devaient être envoyés les prophètes. (...). Pour aider à la propagation de ce peuple, la loi prescrivait de tenir pour maudit celui qui refusait de susciter une descendance en Israël (Deutéronome, XXV, 5-10). C'est pourquoi ces saintes femmes brûlaient non du désir charnel, mais du pieux espoir d'enfanter : ce qui porte à croire très justement qu'elles n'auraient pas recherché les rapports conjugaux si un autre moyen eût pu leur procurer une postérité (...). D'autre part, aux hommes était accordé l'usage de plusieurs épouses : que le souci de la descendance et non la concupiscence de la chair fût la cause de cette disposition, cela ressort du fait que, s'il était permis aux patriarches d'avoir plusieurs épouses à la fois, il était défendu par contre aux saintes femmes de rechercher plusieurs époux à la fois; car elles eussent été d'autant plus déshonnêtes que cette recherche ne les eût pas rendues plus fécondes. »
À cette époque, le rôle de la femme dans la procréation est méconnu. Notons toutefois que St Augustin parle ici au passé, il ne semble donc pas prôner la polygamie.

### L'évolution doctrinale à partir duXIIesiècle
Le concile de Naplouse (1120) établit la codification du « péché de chair ». En 1123? le premier concile du Latran interdit le mariage et le concubinage de prêtres.
Dans la Somme théologique (prima secundae), Thomas d'Aquin présente la vision classique de l'amour (q. 26 : L'amour, 27 : La cause de l'amour, 28 : Les effets de l'amour), du plaisir (qu. 31 : Le plaisir en lui-même, 32 : La cause du plaisir, 33 : Les effets du plaisir) avant d'aborder la question 34 : Bonté et malice des plaisirs :
1. Tout plaisir est-il mauvais?
L'homme tempérant ne fuit pas tous les plaisirs mais ceux qui sont excessifs et ne conviennent pas à la raison. Que les enfants et les bêtes recherchent les délectations, cela ne prouve pas que celles-ci soient universellement mauvaises, car il y a chez eux un appétit naturel venant de Dieu qui les pousse vers ce qui leur convient.
2. Étant admis que non, tout plaisir est-il bon?
Tout bien délectable n'est pas bon de la bonté morale que l'on apprécie selon la raison. [...] la fin peut être bonne ou mauvaise [...]. Il en va de même du plaisir.
Pour lui (q.17, 8) la sexualité n'est pas en soi quelque chose de bon ou de mauvais: Vertu et vice, louange et blâme, ne se rapportent pas ici aux actes mêmes des puissances génératives et nutritives, [...] mais aux actes de la partie sensitive de l'âme qui se réfèrent à ces actes comme le fait de désirer le plaisir de la nourriture ou des actes sexuels, et d'en user comme on le doit, ou non.
Il remarque (q.31, 5) que La plupart des hommes recherchent les plaisirs du corps parce que les biens sensibles sont mieux connus et de plus de gens. Et aussi parce que les hommes ont besoin des plaisirs comme remèdes à quantités de souffrances et de tristesses; la plupart, ne pouvant atteindre aux délectations de l'esprit, qui sont le propre des hommes vertueux, il en résulte qu'ils s'abaissent aux plaisirs corporels. Les plaisirs corporels relèvent de la partie sensible de l'âme, qui est réglée par la raison; c'est pourquoi ils ont besoin d'être tempérés et refrénés par elle.
(q72, 2) Il y a jusque dans les péchés de la chair un acte spirituel : l'acte de la raison. Mais si l'on nomme ainsi ces péchés, c'est parce qu'ils cherchent leur fin dans le plaisir de la chair. La Glose dit que d'une manière spéciale, dans le péché de fornication, l'âme devient l'esclave du corps, « à ce point qu'elle n'est plus capable sur le moment de songer à rien d'autre ». Le plaisir de la gourmandise, bien que charnel aussi, n'absorbe pas à ce point la raison. On pourrait dire encore qu'il y a dans ce péché une injustice envers le corps, du fait qu'on le souille d'une façon contraire à l'ordre ; cela explique que l'on attribue à cette faute-là uniquement de « pécher contre son propre corps ».
Selon Thomas d'Aquin, seules deux raisons excusent de tout péché l'acte conjugal : « Restent donc deux raisons pour lesquelles les époux peuvent accomplir l’œuvre de chair : avoir des enfants ou rendre le devoir conjugal. Les époux qui agiront autrement commettront un péché, au moins un péché véniel (supplément q. 49, 5) ». Demander le devoir conjugal pour une autre raison que la procréation est donc toujours un péché : « Rendre le devoir conjugal pour préserver le conjoint de la fornication n’est pas un péché, car c’est s’acquitter du devoir conjugal. Mais l’accomplir pour ne pas s’exposer soi-même à la fornication, c’est faire une chose superflue et commettre un péché véniel. Le mariage n’a été institué pour ce but que par indulgence, et l’indulgence suppose l’existence des péchés véniels (q. 49, 5) ».

### XIXesiècleet débutXXesiècle: L'Église face au contrôle des naissances
- 1880 : Encyclique Arcanum divinae : Sur le mariage chrétien et la famille.
- 1930 : Encyclique Casti Connubii : La première position moderne de l'église catholique sur le mariage.

Au XIXe siècle, quelques théologiens entament une transformation qui prendra de l'ampleur au XXe siècle : la prise en compte de l'amour dans la doctrine catholique du mariage. Non seulement de l'amour "charité" présent depuis le début, mais aussi de l'amour spécifiquement conjugal : attachement, affection, désir.
Ainsi, en 1850, le jésuite Jean-Pierre Gury donne parmi les motifs légitimes des rapports conjugaux « le dessein de susciter ou de créer une bonne amitié, de manifester ou de provoquer l'affection conjugale, etc. ».
En 1878, Francis X. Linsenmann distingue le but subjectif du rapport sexuel (« l'union spirituelle des époux ») de son but objectif (la procréation).
En 1935, le théologien allemand Herbert Doms pose les fondements d'une doctrine « personnaliste » à laquelle Pie XII empruntera des arguments au sujet de la régulation des naissances (1951, 1955).

### XXesiècleetXXIesièclevers la paternité responsable
À la fin de l'année 1951, le pape Pie XII estime « naturelle » la recherche du plaisir par les conjoints. Il propose la continence périodique aux couples catholiques qui craignent une nouvelle grossesse. La même année, il emploie l'expression « régulation des naissances » dans un sens favorable, ouvrant la voie au concept de « paternité responsable ».

#### Le concile Vatican II
La doctrine sur le mariage a été précisée par le concile Vatican II, notamment avec la constitution Gaudium et spes. On y trouve aux paragraphes 50 et 51 des considérations sur la fécondité du mariage, la régulation des naissances et le respect de la vie humaine.
Dans le devoir qui leur incombe de transmettre la vie et d’être des éducateurs (ce qu’il faut considérer comme leur mission propre), les époux savent qu’ils sont les coopérateurs de l’amour du Dieu Créateur et comme ses interprètes. Ils s’acquitteront donc de leur charge en toute responsabilité humaine et chrétienne, et, dans un respect plein de docilité à l’égard de Dieu, d’un commun accord et d’un commun effort, ils se formeront un jugement droit : ils prendront en considération à la fois et leur bien et celui des enfants déjà nés ou à naître ; ils discerneront les conditions aussi bien matérielles que spirituelles de leur époque et de leur situation ; ils tiendront compte enfin du bien de la communauté familiale, des besoins de la société temporelle et de l’Église elle-même. Ce jugement, ce sont en dernier ressort les époux eux-mêmes qui doivent l’arrêter devant Dieu.
Toutefois,
En ce qui concerne la régulation des naissances, il n’est pas permis aux enfants de l’Église, fidèles à ces principes, d’emprunter des voies que le Magistère, dans l’explication de la loi divine, désapprouve [et en premier lieu l'avortement].

#### Humanae Vitae
En 1968, la parution d'Humanae Vitae, encyclique de Paul VI publiée à l'époque de la révolution sexuelle, suscite de vives réactions dans toute l'Église catholique. Elle condamne notamment la contraception artificielle en tant que moyen de régulation des naissances. Danièle Hervieu-Léger expose comment elle est le signal d'une désaffection du catholicisme y compris dans son vivier traditionnel : la ruralité. Selon elle, la publication de l'encyclique conduit un grand nombre de catholiques à abandonner l'Église, parfois pour passer au protestantisme mais le plus souvent pour alimenter les courants libéraux des catholiques réformateurs.

#### Jean-Paul II et la théologie du corps
- 1981 : l'exhortation apostolique Familiaris consortio (en) traite de la famille chrétienne dans le monde moderne.
- 1979-1984 : mise au point d'une présentation renouvelée de ces thématiques, la théologie du corps est parfois présentée comme une tentative pour remédier à l'échec de la réception d'Humanae Vitae.
- 1995 : l'encyclique Evangelium vitæ aborde notamment le thème de l'avortement.

Grâce à son livre Amour et responsabilité, publié alors qu'il était cardinal, mais surtout grâce à son long enseignement sur ce qu'il a appelé la théologie du corps, Jean-Paul II a contribué à changer le regard de l'Église catholique sur la sexualité, et du monde sur la doctrine de l'Église. Tout en restant fidèle à la tradition, notamment en ce qui concerne les conséquences morales, Jean-Paul II a cependant refondé le sacrement du mariage dans une véritable théologie descendante, qui trouve en Dieu lui-même l'origine et l'accomplissement du mariage, et non seulement dans la nature humaine. Vu son ampleur et sa relative nouveauté, mais aussi le cadre discret dans lequel a été donné cet enseignement (les audiences du mercredi sur la place Saint-Pierre), la théologie du corps reste inconnue du large public et d'une bonne part des fidèles catholiques.
En bref, on pourrait résumer de façon très succincte, ce large enseignement du pape ainsi : « En réponse au don de leur création commune, l’homme et la femme s’unissent l’un à l’autre dans le don d’eux-mêmes et acceptent de transmettre ce don reçu de la vie. Ils réalisent ainsi dans la chair l'image de Dieu, qui dans son être même est don et relation ».
Jean-Paul II cependant va insister sur le fait que le péché est venu briser la relation pure et profonde qui existaient entre l'homme et la femme aux origines. Partant du principe personnaliste, il démontre que l'homme, plutôt que de considérer la femme comme son égale en dignité, a eu dans l'histoire tendance très souvent à réduire celle-ci à un objet pour son propre plaisir ou pour la simple reproduction. Ainsi, c'est la concupiscence qui règle souvent les rapports entre l'homme et la femme, et les deux en viennent à ne plus se voir comme des personnes, mais à considérer l'autre et soi-même comme un objet pouvant être conquis, utilisé, possédé. Cependant, le Christ, par son œuvre de Rédemption, redonne toute sa valeur et une dignité encore plus grande au mariage humain en en faisant un sacrement de la nouvelle alliance, et l'image de ses propres épousailles avec l'humanité, telle que décrites par saint Paul en Éphésiens 5.
La Théologie du corps de Jean-Paul II peut être considérée à juste titre comme un approfondissement théologique et une explication d'Humanae Vitae.

#### Benoît XVI
L'approche de la sexualité par l'Église passe inconditionnellement par le mariage. Il faut attendre l'encyclique Deus caritas est (2005) pour voir l'amour et le désir abordés en tant que tels.

## Influence législative et sociale de la doctrine catholique
Le christianisme et en particulier l'Église catholique romaine et les Puritains dans le protestantisme a eu une influence manifeste sur la société occidentale. Cette influence s'est traduite dans la morale et la législation de la civilisation occidentale.
- Le lien entre une certaine conception de la sexualité et péché, et la condamnation de l'homosexualité, ont conduit à des législations pénales sanctionnant des comportements sexuels jugés amoraux[n 2].
- Les nombreux interdits sexuels bibliques ont pu conduire à des refoulements et une pratique névrosée de la sexualité ou de l'abstinence[32].

Elle a accueilli ou accompagné ces attitudes, à des degrés divers[réf. nécessaire], en particulier pendant le raidissement puritain de la société occidentale, qui va du XVIIe siècle à la première moitié du XXe siècle, en culminant au XIXe siècle. Toutefois, « il faut se garder de schématiser et de ramener la doctrine chrétienne des rapports conjugaux à la finalité procréatrice et à l'exclusion des plaisirs. En fait la doctrine sera complexe, sujette à discussion, et elle connaîtra de nombreuses variantes ».

## Compréhension de la vision catholique de la sexualité en dehors de l'Église
Pour l'Église catholique, la chasteté (à ne pas confondre avec l'abstinence) est une vertu, alors que la luxure (plaisir sexuel recherché pour lui-même) est un péché capital, et de ce fait la masturbation, la fornication et la pornographie, la prostitution et le viol sont condamnés (CEC § 2352 à 2356). 

### Homosexualité
La position de l'Église catholique concernant l'homosexualité est définie dans son magistère.
- Définition :

Elle désigne l'homosexualité comme étant « les relations entre des hommes ou des femmes qui éprouvent une attirance sexuelle, exclusive ou prédominante, envers des personnes de même sexe ». Elle revêt des formes très variables à travers les siècles et les cultures. Sa genèse psychique reste largement inexpliquée." (art. 2357 CEC). Il existe en effet des variations dans l'histoire et les différentes cultures de ses représentations, manifestations, tolérance, acceptation ou condamnation.
- Le respect des personnes :
- L'Église catholique respecte toutes les personnes, quelles que soient les attirances qu'elles peuvent éprouver.

- Les personnes présentant des « tendances homosexuelles foncières ne choisissant pas leur condition homosexuelle » (art. 2358 CEC[34]) .

- La personne n'ayant pas choisi ses tendances, elle reste cependant libre des actes qu'elles pourraient poser, et donc libre aussi de choisir en conscience de ne pas agir sur ses tendances.

- L'Église est conscience de la difficulté que peut présenter une telle condition : « elle constitue pour la plupart d'entre eux une épreuve », ces personnes « doivent être accueillies avec respect, compassion et délicatesse. On évitera à leur égard toute marque de discrimination injuste. »(art. 2358 CEC[34]).
- Distinction entre la personne et les actes :

L'Église distingue ainsi la personne, des actes homosexuels qu'elle aurait peut poser ou ne pas poser dans la mesure de sa liberté.
- L'attirance homosexuelle n'est pas peccamineuse :

Elle considère aussi les attirances homosexuelles qu'une personne peut éprouver ne sont pas des péchés et donc ne sont pas moralement condamnables, (nos attirances, émotions et nos sentiments n'étant ni bons, ni mauvais), mais demeurent une « propension objectivement désordonnée » (art. 2357 CEC). Ce n'est pas l'attirance qui n'est pas bonne en elle-même, mais la finalité de cette attirance, son but recherché (elles ne sont pas ordonnées à la finalité de la sexualité humaine, qui est dans son essence unitive, sanctifiante, ouverte sur le don le la vie et la complémentarité des sexes).
- les actes d'homosexualité :

Les actes d'homosexualité sont désordonnés, et « contre-nature » :
Les écritures bibliques, la Tradition et l'interprétation constante de ces écritures, à toujours déclarée que « les actes d'homosexualité (étaient) intrinsèquement désordonnés » (déclaration Persona humana 8), car il n'entrent pas dans le plan originel de Dieu sur la sexualité humaine et son projet d'amour pour l'homme et la femme, « ils ne procèdent pas d'une réelle complémentairement et ne sont pas moralement acceptables », « Ils ferment l’acte sexuel au don de la vie. Ils ne procèdent pas d’une complémentarité affective et sexuelle véritable. Ils ne sauraient recevoir d’approbation en aucun cas ». (art. 2357 CEC)
L'Église qualifie les pratiques homosexuelles de « contre-nature »(non pas qu'elle pourrait considérer qu'il n'existerait pas de comportements homosexuels chez les animaux comme certains le penseraient à tort), mais ces pratiques sont contraire à la « loi naturelle » , la loi morale inscrite dans le cœur de l'homme, qui lui permet de distinguer le bien du mal, et le rend ainsi capable de choisir le bien.
Selon saint Paul, les pratiques homosexuelles sont un culte idolâtre, elles ne peuvent glorifier Dieu qui veut que nous le glorifiions aussi dans notre corps, et ses pratiques sont présentées comme la triste conséquence d’un refus de Dieu. persister dans des activités homosexuelles ne peut donc qu'aveugler la conscience de la personne.
- Prudence demandé du jugement :

Cette condamnation ne porte donc que sur le actes (art. 2357 du Catéchisme citant la CDF, déclaration Persona humana 8), mais l'Église reconnaît que l'orientation sexuelle peut relever de circonstances dont la personne n'est pas responsable et qui n'engagent pas sa responsabilité."Leur culpabilité sera jugée avec prudence"(déclaration Persona humana 8).
- La chasteté :

L'Église respecte les personnes homosexuelles et leur recommande, comme à toutes les personnes célibataires et baptisées, de demeurer chastes dans la continence, (tout en ayant conscience de la loi de gradualité qui s'offre à tous, et que la chasteté est un chemin de longue haleine qui peut demander beaucoup d'efforts et prendre toute une vie).
"La position de la morale catholique est fondée sur la raison humaine illuminée par la foi et guidée consciemment par l'intention de faire la volonté de Dieu, notre Père. Ainsi, l'Église est à la fois à l'écoute des découvertes scientifiques et en mesure d'en transcender l'horizon, sûre que sa vision plus complète respecte le caractère complexe de la personne humaine qui, dans ses dimensions spirituelle et corporelle, est créée par Dieu et, par sa grâce, promise à la vie éternelle. C'est uniquement dans ce cadre qu'on peut donc comprendre clairement en quel sens le phénomène de l'homosexualité, avec ses multiples dimensions et son retentissement sur la société et la vie ecclésiale, fait l'objet d'un souci pastoral spécial de l'Église."
- « Si une personne est homosexuelle et cherche le Seigneur avec bonne volonté, qui suis-je pour la juger ? » :
- Ces paroles du pape, de retour des JMJ de Rio, prononcées dans l'avion lors de sa conférence de presse reste un message célèbre de son pontificat , voici une réponse à cette question précisément dans le magistère de l'Église catholique, précisément dans la lettre adressée aux évêques du monde en 1986, lettre citée dans le document final, du synode extraordinaire des évêques sur le discernement vocationnel et de la jeunesse, dont voici le chapitre 12 :
- Que doit faire dès lors une personne homosexuelle qui cherche à suivre le Seigneur ?

" Fondamentalement, ces personnes sont appelées à réaliser la volonté de Dieu dans leur vie, en unissant au sacrifice de la croix du Seigneur les souffrances et les difficultés qu'elles peuvent éprouver du fait de leur condition. Pour le croyant, la croix est un sacrifice fécond, puisque de cette mort surgissent la vie et la rédemption. Même si on peut prévoir la dérision dont sera l'objet chez certains pareille invitation à porter la croix et à comprendre de cette manière la souffrance du chrétien, il convient de se rappeler que telle est la voie du salut pour tous ceux qui suivent le Christ." (CDF, lettre aux évêques 1986, chapitre 12.)
- Un exemple de défense des personnes homosexuelles :

En cohérence avec cette prise de position, l'Église catholique a parfois été amenée à défendre les personnes homosexuelles là où elles sont menacées. En Ouganda, par exemple, Mgr Cyprian Lwanga s'est publiquement opposé au projet de loi punissant de mort l'homosexualité (en revanche après que la peine de mort a été retirée du projet de loi, les évêques ougandais ont salué globalement l'effort du Gouvernement en faveur de la protection de la famille traditionnelle). C'est également la position défendue par le Saint-Siège, comme l'a rappelé Mgr Vincenzo Paglia début 2013.

### Contraception
L'Église insiste sur l'idée que la sexualité, pour ne pas être pervertie en un plaisir égoïste, doit en principe rester ouverte à la possibilité de la fécondité.
Depuis l'encyclique Humanae Vitae de Paul VI, l'Église recommande les méthodes naturelles et a posé solennellement l'interdiction des méthodes artificielles de régulation des naissances.
Elle autorise en revanche les traitements médicaux « absolument nécessaires » pour soigner l'organisme, même si ceux-ci ont pour effet secondaire d'empêcher la procréation, dans la mesure où l'effet contraceptif n'est recherché ni comme but, ni comme moyen. Le préservatif utilisé pour protéger du SIDA n'est pas accepté, puisqu'il n'est pas un traitement pour soigner la personne séropositive : l'Église privilégie la chasteté dans ce cas précis.
L'Église insiste sur le fait que la sexualité doit être responsable, et ne doit pas conduire à des naissances qu'il ne serait pas possible d'assumer, par exemple sur le plan économique. Dans la mesure où une naissance peut être une lourde charge sociale, il est donc souhaitable de ne pas se mettre en position de la provoquer. L'abstinence périodique est pour cette raison légitime, et de plus, se révèle un facteur précieux de dialogue et de respect mutuel dans le couple.
L'Église est fortement critiquée pour sa condamnation du préservatif. Mais elle n'interdit pas le préservatif en tant que tel (Jean-Paul II n'a jamais employé le mot « préservatif » dans ses écrits) mais les moyens de contraception en général, dans le cadre de sa propre conception de la sexualité.

#### Principe de gradualité
Suivant les principes posés par le Christ dans l'Évangile, l'Église condamne les relations sexuelles en dehors du mariage, et donc la prostitution : « Au sujet de la prostitution, la recommandation de la tradition chrétienne tout entière –- et pas seulement la sienne -, peut se résumer dans les paroles de saint Paul : « Fuyez la fornication » (1 Co 6, 18) ». Par conséquent sa morale conjugale, dont fait partie la condamnation du préservatif, s'adresse en principe à des couples mariés et stables.
En ce qui concerne la transmission du virus du SIDA, Benoît XVI considère que l'usage du préservatif, « dans l'intention de réduire le risque de contamination, peut cependant constituer un premier pas sur le chemin d’une sexualité vécue autrement, une sexualité plus humaine ». Il s'agit d'une application de la loi de gradualité qui implique que l'utilisation du préservatif, tout en restant moralement mauvaise, est une première étape dans le cheminement vers le bien. Il est en effet moins grave d'utiliser un préservatif que de contaminer le partenaire avec le virus du SIDA.
Cette phrase de Benoît XVI a suscité de nombreux commentaires dans les médias. La plupart des commentateurs ont interprété cette phrase comme une acceptation du préservatif dans certains cas. Selon eux, la pape aurait fait allusion à la théorie du « moindre mal », selon laquelle un acte est moralement acceptable lorsqu'il est posé en vue d'éviter un mal plus grave. Cette interprétation des propos de Benoît XVI a fait l'objet d'un démenti formel de la part de la Congrégation pour la doctrine de la foi, qui explique que les propos du pape ont été mal interprétés : « Certains ont interprété les paroles de Benoît XVI en recourant à la théorie de ce qu'on appelle le « moindre mal ». Cette théorie, toutefois, est susceptible d'interprétations déviantes de caractère proportionnaliste (cf. Jean Paul II, Encyclique Veritatis splendor, nn. 75-77). Une action mauvaise par son objet, même s'il s'agit d'un moindre mal, ne peut être licitement voulue ».
De nombreuses déclarations de personnalités catholiques ont fait l'objet de la même polémique (cardinal Danneels, cardinal Martini), du fait que l'expression « moindre mal » est interprétée comme une acceptation morale alors que l'Église ne considère le moindre mal que comme une étape vers le bien, dans une situation qui reste moralement désordonnée : « Il n'est jamais permis de faire le mal pour qu'il en résulte un bien ».
Même s'il peut être un mal moindre, l'emploi d'un préservatif est tout de même condamné.

#### Pandémie du SIDA
Benoît XVI et Jean-Paul II ont affirmé de manière constante que le préservatif n'était pas une solution satisfaisante en vue d'enrayer la pandémie du SIDA :
Benoît XVI : « le Saint-Père affirme clairement que les préservatifs ne constituent pas la « solution véritable et morale » au problème du sida et aussi que « la seule fixation sur le préservatif représente une banalisation de la sexualité », parce qu'on ne veut pas faire face à l'’égarement humain qui est à la base de la transmission de la pandémie. »
Jean-Paul II : « La force de votre futur amour conjugal dépend de la force de votre effort actuel pour apprendre le véritable amour, une chasteté qui implique que l'on s'abstienne de tout rapport sexuel en dehors du mariage. Le lien sexuel de la chasteté est l'unique manière sûre et vertueuse pour mettre fin à cette plaie tragique qu'est le sida, que tant de jeunes ont contracté. »
Les papes ne critiquent pas ici l'efficacité technique du préservatif pour empêcher la contamination par le SIDA lors d'un rapport sexuel, mais estiment cette protection insuffisante pour enrayer la pandémie dans la mesure où elle tendrait à favoriser les relations sexuelles hors mariage, qui représentent autant de situations à risque pour la transmission du virus. Ils proposent au contraire une éducation à la chasteté et à la fidélité, affirmant que la diminution du nombre de partenaires sexuels aurait plus d'impact sur la propagation du virus que les campagnes en faveur du préservatif.
Jean-Paul II : « Le Saint-Siège considère qu'il est nécessaire avant tout, pour combattre cette maladie de façon responsable d'accroître la prévention, notamment à travers l'éducation au respect de la valeur sacrée de la vie et la formation à la pratique correcte de la sexualité, qui suppose chasteté et fidélité. »
Sur ce point, Benoît XVI et Jean-Paul II appliquent le principe de gradualité qui consiste à proposer toujours le « meilleur bien » et à refuser de légitimer le « moindre mal », quand bien même ce « meilleur bien » paraît difficile à atteindre sur le plan pastoral.
Le cardinal Georges Cottier, théologien de la maison pontificale et proche de Jean-Paul II, a déclaré en 2005 que l'utilisation du préservatif « peut être considérée comme moralement légitime » dans certaines situations strictes en raison de l'interdit de tuer. Mais il a déclaré en même temps que « la meilleure voie pour lutter contre la contagion demeure la chasteté et l'éducation », ce qui limite sa première affirmation.
En 1996, la commission sociale des évêques de France a jugé « nécessaire » l'emploi du préservatif comme mode de prévention a déclaré que le préservatif était un moyen nécessaire, quoique insuffisant, pour lutter contre l'épidémie.

#### Stratégie ABC
La position de l'Église vis-à-vis du préservatif et du sida a favorisé le développement de la stratégie ABC (de l'anglais Abstinence, Be faithful, Use a Condom : « Abstinence, soyez fidèle, utilisez un préservatif »). Mais l'Église reste défavorable à l'utilisation du préservatif (Principe de gradualité).

#### Cas particuliers
En tant que moyen de contraception, l'usage du préservatif est condamné par l'Église sans qu'il existe d'exception liée à une situation particulière : « L'idée qu'on puisse déduire des paroles de Benoît XVI qu'il est licite, dans certains cas, de recourir à l'usage du préservatif pour éviter les grossesses non désirées, est tout à fait arbitraire et ne correspond ni à ses paroles ni à sa pensée. »
Pour ce qui est du cas d'un couple marié dont l'un des conjoints est séropositif, l'Église ne s'est jamais prononcée officiellement en faveur du préservatif. Néanmoins, les prises de positions de plusieurs personnalités catholiques refusent catégoriquement de cautionner des rapports non protégés, au nom de l'interdiction de tuer. L'utilisation d'un préservatif dans ce cas est présenté comme un moindre mal, c'est-à-dire que l'acte est moins grave qu'une transmission du SIDA mais qu'il reste un péché. La seule solution totalement acceptable du point de vue de la morale catholique resterait donc la continence complète.
Dans le cas de la prostitution ou du tourisme sexuel, « l'Église enseigne que la prostitution est immorale et doit être combattue. Celui qui, pourtant, en la pratiquant, tout en étant infecté par le VIH, s'emploie à réduire le risque de contamination, y compris par l'utilisation du préservatif, peut accomplir un premier pas vers le respect de la vie des autres, même si le mal de la prostitution demeure dans toute sa gravité. »

### L'avortement provoqué
D'après le Catéchisme de l'Église catholique, « la vie humaine doit être respectée et protégée de manière absolue depuis le moment de la conception. Dès le premier moment de son existence, l’être humain doit se voir reconnaître les droits de la personne, parmi lesquels le droit inviolable de tout être innocent à la vie. »
L'Église catholique condamne donc l'interruption volontaire de grossesse dans tous les cas et considère comme excommuniés latæ sententiæ, c'est-à-dire de façon automatique, tous les médecins et membres du personnel médical le pratiquant ou l'assistant, et toutes les femmes le subissant volontairement. Elle exclut cependant les cas où la volonté n'est pas libre (personne mineure, privée de raison, cas de légitime défense, contrainte ou ignorance) et distingue entre avortements direct et indirect, ce dernier n'étant pas puni d'excommunication.
En cas de repentir, le pardon est possible sous certaines conditions. Ces conditions se voient élargies à partir du 21 novembre 2016, lorsque le pape François, tout en réaffirmant que l'avortement est un « péché grave » qui « met fin à une vie innocente », annonce que tous les prêtres pourront désormais absoudre l'avortement, afin que personne ne soit exclu du pardon de Dieu.

### Catéchisme et encycliques
1. 1 2  Catéchisme de l'Église catholique §2366
2. ↑  Sexualité humaine
3. 1 2  Cf Catéchisme de l'Église catholique, §2351 : « La luxure est un désir désordonné ou une jouissance déréglée du plaisir vénérien. Le plaisir sexuel est moralement désordonné, quand il est recherché pour lui-même, isolé des finalités de procréation et d'union. »
4. ↑  En fait, dans le temple, les prostituées, qui doivent donner l’ivresse du Divin, ne sont pas traitées comme êtres humains ni comme personnes, mais elles sont seulement des instruments pour susciter la « folie divine » : en réalité, ce ne sont pas des déesses mais des personnes humaines dont on abuse. C’est pourquoi l’eros ivre et indiscipliné n’est pas montée, « extase » vers le Divin, mais chute, dégradation de l’homme. Il devient ainsi évident que l’eros a besoin de discipline, de purification, pour donner à l’homme non pas le plaisir d’un instant, mais un certain avant-goût du sommet de l’existence, de la béatitude vers laquelle tend tout notre être. (Benoît XVI - Deus Caritas est, §4)
5. ↑  Voir Catéchisme de l'Église catholique, § 2353 : « La fornication est l'union charnelle en dehors du mariage entre un homme et une femme libres. Elle est gravement contraire à la dignité des personnes et de la sexualité humaine [...] »
6. ↑  Cf. Familiaris consortio (en), §11: « La sexualité [...] n'est pas quelque chose de purement biologique, mais concerne la personne humaine dans ce qu'elle a de plus intime. Elle ne se réalise de façon véritablement humaine que si elle est partie intégrante de l'amour dans lequel l'homme et la femme s'engagent entièrement l'un vis-à-vis de l'autre jusqu'à la mort. »
7. ↑  « la paternité responsable s'exerce soit par la détermination réfléchie et généreuse de faire grandir une famille nombreuse, soit par la décision, prise pour de graves motifs et dans le respect de la loi morale, d'éviter temporairement ou même pour un temps indéterminé une nouvelle naissance » Paul VI, Humanæ Vitæ no 10
8. ↑  Humanæ Vitæ no 11
9. 1 2 3  Humanæ Vitæ no 14 : « Est exclue également toute action qui, soit en prévision de l'acte conjugal, soit dans son déroulement, soit dans le développement de ses conséquences naturelles, se proposerait comme but ou comme moyen de rendre impossible la procréation »
10. ↑  Congrégation pour la doctrine de la foi, Joseph Ratzinger, Donum Vitæ no 6
11. 1 2  Catéchisme de l'Église catholique §2370
12. ↑  Humanae Vitae no 17 : « On peut craindre aussi que l'homme en s'habituant à l'usage des pratiques anticonceptionnelles, ne finisse par perdre le respect de la femme et, sans plus se soucier de l'équilibre physique et psychologique de celle-ci, n'en vienne à la considérer comme un simple instrument de jouissance égoïste, et non plus comme sa compagne respectée et aimée. »
13. ↑  Humanae Vitae no 16 : « Si donc il existe, pour espacer les naissances, de sérieux motifs dus, soit aux conditions physiques ou psychologiques des conjoints, soit à des circonstances extérieures, l'Église enseigne qu'il est alors permis de tenir compte des rythmes naturels, inhérents aux fonctions de la génération, pour user du mariage dans les seules périodes infécondes et régler ainsi la natalité sans porter atteinte aux principes moraux que Nous venons de rappeler. »
14. ↑  Humanae Vitae no 21 : « La maîtrise de l'instinct par la raison et la libre volonté (...) exige un effort continuel, mais grâce à son influence bienfaisante, les conjoints développent intégralement leur personnalité, en s'enrichissant de valeurs spirituelles : elle apporte à la vie familiale des fruits de sérénité et de paix, et elle facilite la solution d'autres problèmes ; elle favorise l'attention à l'autre conjoint, aide les époux à bannir l'égoïsme, ennemi du véritable amour, et approfondit leur sens de responsabilité. »
15. ↑  Note de la Congrégation pour la doctrine de la foi sur la banalisation de la sexualité (21/12/2010)
16. 1 2 3  Note de la Congrégation pour la doctrine de la foi sur la banalisation de la sexualité, 21/12/2010.
17. ↑  Catéchisme de l'Église Catholique §1789. Voir aussi dans la Bible : Romains 3,8.

### Citations bibliques
1. ↑  « Ne savez-vous pas que vous êtes un temple de Dieu, et que l'Esprit de Dieu habite en vous ? » 1Cor 3:16
2. ↑  « Dieu créa l'homme à son image, à l'image de Dieu Il le créa ; mâle et femelle il les créa. » Genèse 1:27.
3. ↑  I Co, 7:3-4.
4. ↑  Galates 3:28.
5. ↑  « Œuvres complètes de Tertullien/Genoud, 1852/Exhortation à la Chasteté - Wikisource », sur wikisource.org (consulté le 12 novembre 2021).